# Irina Kisiel
Irina Antonowna Kisiel (ros. Ирина Антоновна Кисель; ur. 3 września 1988) – rosyjska i od 2015 roku kazachska zapaśniczka walcząca w stylu wolnym. Piąta w Pucharze Świata w 2010 i siódma w 2011. Wicemistrzyni świata juniorów w 2008. Wicemistrzyni Rosji w 2013, trzecia w 2011, 2012 i 2014 roku.